# هاجيمي ميكي
هاجيمي ميكي (باليابانية: 三木肇؛ بالكانا: みき はじめ) هو لاعب كرة قاعدة ياباني، ولد في 25 أبريل 1977 في سومينوه-كو في اليابان.

## وصلات خارجية
- هاجيمي ميكي على موقع الدوري الياباني لكرة القاعدة (الإنجليزية)
- هاجيمي ميكي على موقعبيزبول رفرنس.كوم (الدوري الثانوي) (الإنجليزية)